# Estanys de Camporrells
Els Estanys de Camporrells és un petit conjunt d'estanys -s'hi inclouen els Estanys de Dalt- situats a 2.362,8 m alt del terme comunal de Formiguera, a la comarca del Capcir, de la Catalunya del Nord.
Estan situats a l'extrem occidental del terme de Formiguera, sota i a llevant del Puig de Camporrells. Són a la capçalera de la Lladura, i els més elevats d'un seguit d'estanys de la zona, com l'Estany Llarg, el Rodon, el Gros, el del Mig, el de la Basseta i, finalment, la Basseta, tots ells en els vessants nord-est i est del Pic Peric.
Són un lloc de pas freqüent en les excursions de la zona, especialment les relacionades amb el Pic Peric.